# حق المرأة في الاقتراع في وايومنغ

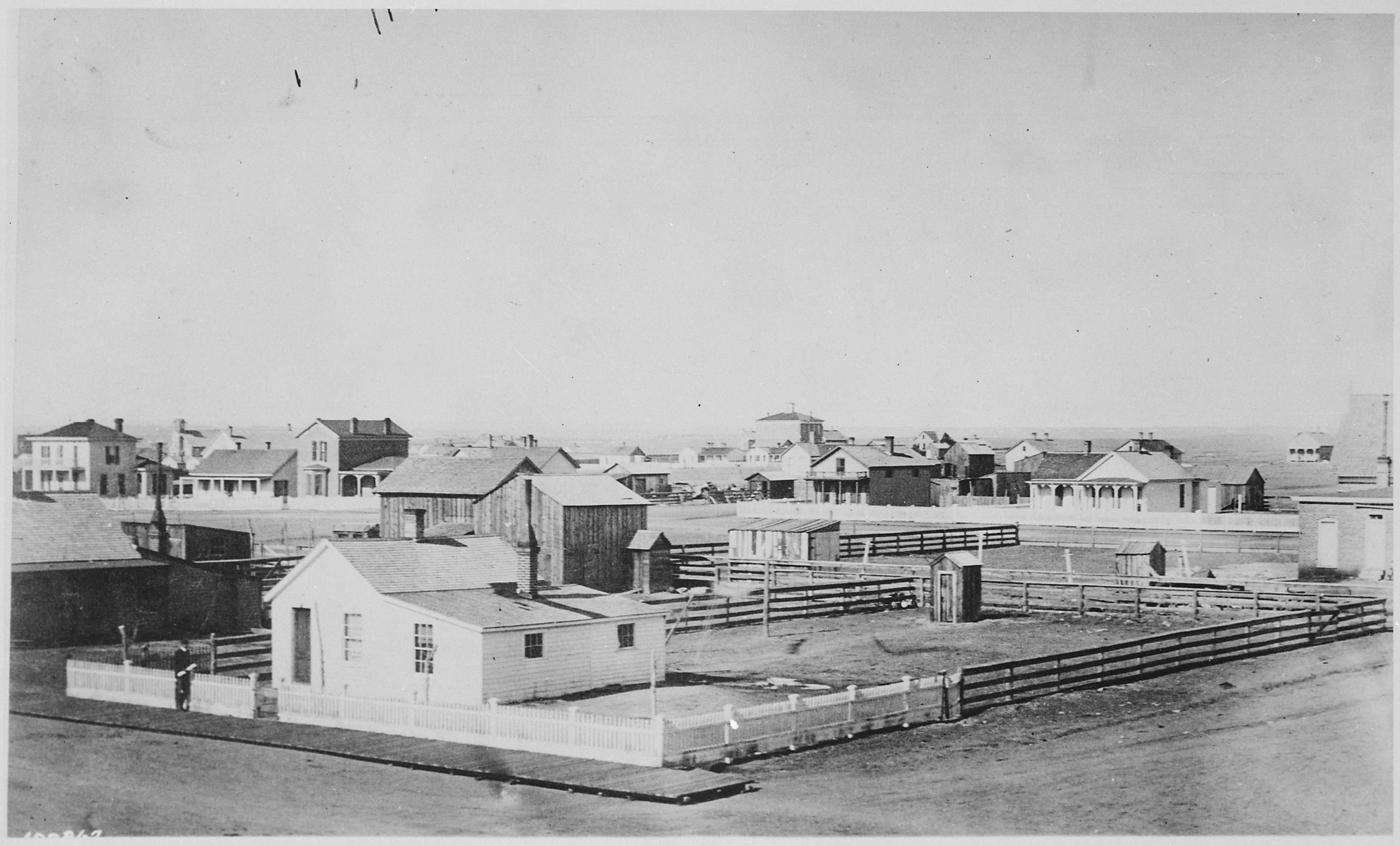
مدينة شايان بوايومنغ التي اجتمع فيها المجلس التشريعي الأول للمقاطعة في شهر ديسمبر من عام 1869 وصوّت لمنح المرأة الحق في الاقتراع وتبوء مناصب حكومية في سابقة هي الأولى من نوعها في العالم.

تعتبر وايومنغ أول مكان منح النساء حق التصويت في العالم. صوت المجلس التشريعي الأول للمقاطعة في وايومنغ -وهي مقاطعة أمريكية- لمنح المرأة الحق في التصويت، والحق في أن تشغل منصب عام، في عام 1869. مرر مجلس تشريعي مكون بالكامل من الرجال، مشروع قانون حق المرأة في الاقتراع عام 1869. احتفظت المقاطعة بقانون حق المرأة في الاقتراع، حتى عندما هدد ذلك القانون طلب مقاطعة وايومنغ لإقامة الولاية. أصبحت وايومنغ في عام 1890، أول ولاية أمريكية تسمح لمواطناتها بالتصويت.

## خلفية تاريخية
بدأ الضغط من أجل حق الاقتراع في وايومنغ عندما كانت وايومنغ جزءًا من داكوتا. هرع الآلاف من الرجال البيض إلى هناك بسبب حمى الذهب في بلاك هيلز، في عام 1868. برزت مقاطعة وايومنغ جنوب الجبال، حيث حدثت حمى الذهب. شملت المقاطعة الجديدة ساوث باس، والارتفاع المتباطئ والمنحدر، حيث عبر الناس خط التقسيم القاري للأميركتين، لآلاف السنين على طول نهر سويتووتر. كانت مخيمات سويتووتر في البداية في مقاطعة كارتر، في إقليم داكوتا، مع مدينة ساوث باس كمقر المقاطعة. تنامت مدن التعدين الجديدة هذه بسرعة، وكانت على طول مسار السكك الحديدية ليونيون باسيفيك، التي استخدمت ساوث باس، بينما كانت قيد البناء. وافقت مقاطعة داكوتا على التنازل عن أراضيها الغربية لتشكيل مقاطعة وايومنغ.
بقيت مدينة ساوث باس مقرًا للمقاطعة، والتي سميت سويتووتر، بعد عدة أشهر. لم يهتم معظم عمال المناجم الأوائل كثيرا بالحوكمة أو الخدمات المجتمعية، مثل إصلاحات الشوارع، أو رعاية المعوزين، أو المدارس، نظرًا لأنهم تأملوا في تحقيق الثراء والرحيل بسرعة. فشلت محاولات إقامة سجن في مدينة ساوث باس مرتين، في انتخابات خاصة. جلب وصول الشركات والعائلات الأولى في عام 1868 بعض الاستقرار، لأن هؤلاء السكان أرادوا تحويل معسكرات الذهب في ساوث باس، إلى مدن دائمة. عُيّن مسؤولون في كافة المناصب، نظرًا لكون وايومنغ مقاطعة، بمن فيهم الحاكم، ومفوضو المقاطعات، ومحامو الأقضية، وقضاة الصلح، وشرطة المدينة.
كان المشرعون في وايومنغ على علم بالمناقشة حول حق المرأة في الاقتراع، إذ انتقل الكثير منهم من ولايات الغرب، حيث نوقش الإصلاح لعدة سنوات. فشل المشرعون في كانساس، في تمرير قانون يمنح النساء الحق في الاقتراع، حتى مع وجود ضغط هائل من الناشطات، وجهود وطنية ضخمة، في عام 1867. كان هناك صوت واحد في مقاطعة داكوتا، لتمرير ما يسمى مشروع قانون حق المرأة في الاقتراع، في وقت مبكر من عام 1869. قدم سيناتور في الكونغرس، بعد الحرب الأهلية، مشروع قانون لمنح المرأة الحق في التصويت في جميع المقاطعات، وفشل ذلك أيضا، كما فشلت مشاريع القوانين في عام 1868، والتي هدفت لتعديل الدستور الأمريكي لمنح جميع النساء في الولايات المتحدة، والمقاطعات، الحق في التصويت. دفعت هذه الإخفاقات العديد من المدافعين إلى الاعتقاد بأن أول قانون لانتخاب النساء، سيُعتمد في مقاطعة على الأرجح. احتاجت المقاطعات إلى تصويت الأغلبية من قبل المجلس التشريعي، وتوقيع الحاكم لتمرير مشروع قانون الاقتراع فقط. احتاجت الولايات من ناحية أخرى، إلى تعديل دستوري لإضافة حق الاقتراع للمرأة. تطلبت هذه العملية تصويت 60% في المجلسين، وقبول الحاكم، وموافقة الشعب في انتخابات خاصة.
كان لا بد من إقناع المجلس التشريعي لمقاطعة وايومنغ، والمكون بالكامل من الرجال، بأن التصويت للنساء فكرة جيدة. عملت الناشطات المحليات من أجل القضية أيضًا، بالإضافة إلى الرجال الراغبين في السماح للنساء بالتصويت. ألقت امرأتان خطابات في شايان لدعم حق المرأة في الاقتراع: إذ ألقت آنا ديكنسون في المحكمة في الخريف، وتوجهت ريديليا بيتس إلى المشرعين الجدد في نوفمبر.
لم تضغط أي من المنظمات الوطنية الداعمة لحق المرأة في الاقتراع، ولا أي حركة شعبية في وايومنغ، من أجل تمرير حق المرأة في الاقتراع في المقاطعة. اعتبر الرجال في وايومنغ مثل هذا التشريع المبتكر-بسبب السياسات الحزبية المحلية- أنه رغبة في علاقات عامة جيدة للمقاطعة الجديدة، وأمل في منع الرجال السود من الحصول على الاقتراع، أكثر من كونه فكرًا تقدميًا حول حقوق المرأة.

## أول مجلس تشريعي وأول مشروع لحق الاقتراع 1869

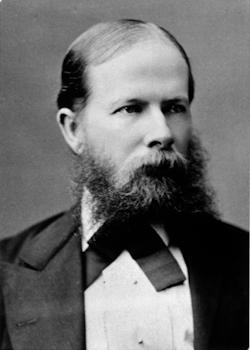
جون ألين كامبل.

فشل إقرار مشاريع قوانين حق المرأة في الاقتراع، قبل أن يجتمع مفوضو وايومنغ في شايان في أكتوبر عام 1869، إذ فشل في واشنطن في عام 1854، وفي نبراسكا عام 1856، وفي داكوتا عام 1869، وكان من المفترض أن يبحث مشرّعو يوتا وكولورادو في القضية. خاض الحزبان السياسيان الرئيسيان معركة حول توسيع حقوق التصويت، في السنوات التي تلت الحرب الأهلية. ظهرت معركة ضارية بشكل خاص حول حق المرأة والرجال السود في الاقتراع في كانساس، إذ أنفقت المنظمات الوطنية الداعمة لحقوق الاقتراع، الكثير من الوقت والمال. فشلت الجهود في عام 1867، عندما صوت المجلس التشريعي الجديد للولاية -ومعظمه من الجمهوريين- بالرفض على حق النساء في الاقتراع، لكنه دعم حق الرجال السود في الاقتراع.
جعل الحزب الجمهوري حق الاقتراع للرجال السود في صلب نشاطه السياسي، ولكن لم يؤيد جميع الناخبين وجهات نظرهم. لم يكن الديمقراطيون الشماليون متأكدين من أن القتل استحق هذه التكلفة، خلال الحرب الأهلية. فضّل الكثير نوعًا من التسوية مع الجنوب، بدلاً من مواصلة القتال حتى النهاية الدموية. استمر الديمقراطيون بعد الحرب في معارضة بعض أهم التغييرات التي أحدثتها الحرب. عارضوا على وجه الخصوص حصول السود على المواطنة الكاملة وحقوق التصويت، سواء كانوا من العبيد المحررين مؤخرًا، أم من السود الشماليين الذين كانوا أساسًا أكثر أو أقل تحررًا.
انتُخب جنرال جيش الاتحاد الشعبي يوليسيس غرانت، وهو جمهوري، رئيسًا، في خريف عام 1868. سرعان ما عيّن غرانت العديد من الجمهوريين المخلصين، لإدارة مقاطعة وايومنغ الجديدة تمامًا، وكان من بين الذين عيّنهم، الحاكم جون ألين كامبل، ووزير الخارجية إدوارد إم. لي، والنائب العام جوزيف مال كاري، محامي الحكومة الأعلى في الولاية. وصلوا في مايو عام 1869، وأصدر كاري بعد فترة وجيزة، رأيًا قانونيًا رسميًا بأنه لا يمكن حرمان أي شخص في وايومنغ من حق التصويت بناءً على العرق.
نظر العديد من الديمقراطيين إلى رأي كاري، على أنه خطوة للتأكد من تصويت السود في وايومنغ للجمهوريين، وظلت القضية مثيرة للجدل. انتُخب الديمقراطيون عندما أجريت انتخابات على مستوى المقاطعة في أوائل سبتمبر. كان مندوب المقاطعة الجديد إلى الكونغرس ديمقراطيًا، وكان جميع أعضاء المجلس التشريعي الجديد للمقاطعة، والبالغ عددهم 22 عضوًا، ديمقراطيين. ضغط ويليام برايت، أحد هؤلاء الديمقراطيين، وهو صاحب حانة، في مدينة ساوث باس، والتي أصبحت فيما بعد مقاطعة وايومنغ، بقوة من أجل أن تصبح ولاية وايومنغ أول سلطة تضمن للمرأة الحق في التصويت في العالم.